# Muhammad ibn Jarir at-Tabari

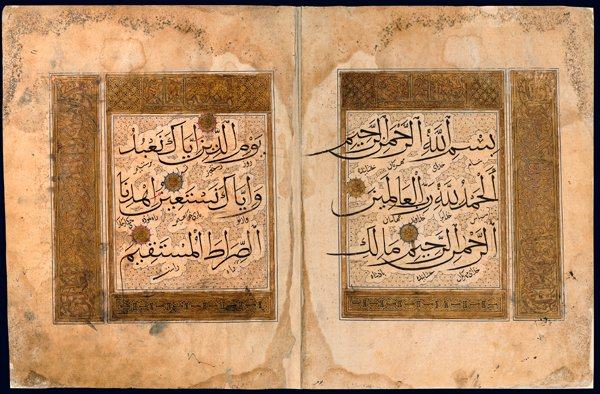
Första utgåvan av den persiska översättningen av at-Tabaris Koran-kommentar, utgiven 1210–1225 i Tabriz i nuvarande Iran.

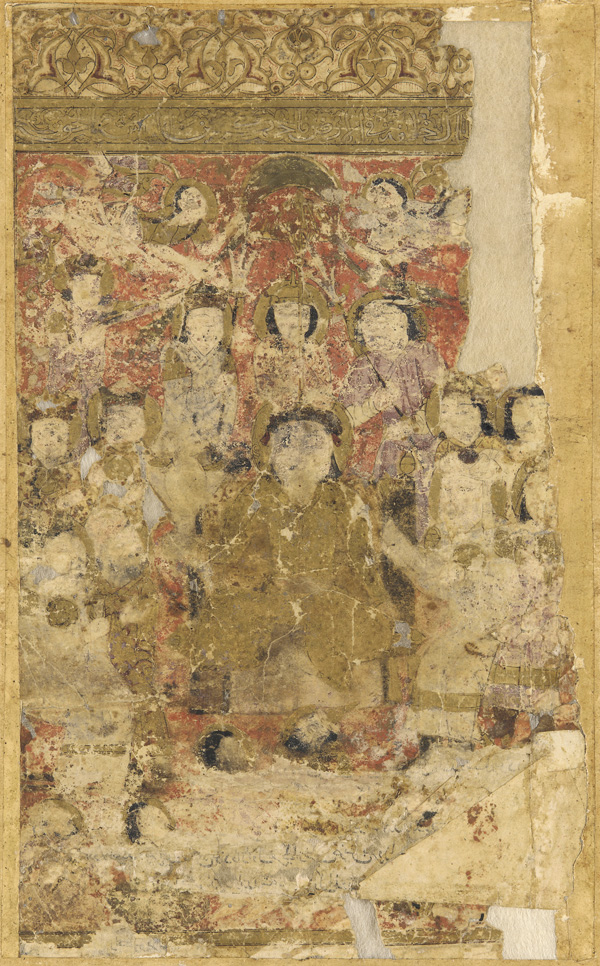
Omslaget till Bal'amis persiska utgåva av Tarikh at-Tabari, 1300-talet.

Muhammad ibn Jarir at-Tabari (أبي جعفر محمد بن جرير الطبري), född vintern 838 i Amol, Tabaristan, död 16 februari 923 i Bagdad, var en sunnimuslimsk persisk historiker som skrev verk på arabiska i historia, tafsir, koranexegetik.
Muhammad ibn Jarir at-Tabari påbörjade i mycket ung ålder sin högre utbildning, varunder han kom i kontakt med ibn Ishaq och dennes arbeten, främst Sirah Rasul Allah, om profeten Muhammeds liv, och om förislamisk och tidigislamisk arabisk historia. Därefter var han informator hos viziren Ubaydallah bin Yahya bin Khaqan i Bagdad. Han företog i tjugoårsåldern vidsträckta resor i Egypten, Syrien och Persien, där han stiftade bekantskap med syrisk Korantolkning, Abd-al-Rahman al-Awzais rättsskola, och var en av de "fyra framstående" i Kairo som uppkallats efter profeten Muhammed (tillsammans med Ibn Khuzaymah, Ibn Harun, och Ibn Nasr). Han blev med tiden professor i Bagdad. 
Han var utomordentligt produktiv; hans huvudarbeten är Tarikh ar-Rusul wa al-Muluk eller Tarikh at-Tabari (تاريخ الرسل والملوك ; "Apostlarnas och konungarnas historia"), omfattande tiden från världens skapelse till år 915 och grundläggande för yngre arabiska framställningar av världshistorien, och hans stora al-musamma Jami al-bayan fi ta'wil al-Qur'an eller Tafsir at-Tabari ("Korankommentarer") . Därtill påbörjade han Sahaba om profeten Muhammeds följeslagare, men detta arbete hann han inte fullborda. Tarikh at-Tabari betraktas som mycket tillförligt om arabernas historia, och är originalkälla till en del historiska händelser.